# Ermes Bentivoglio

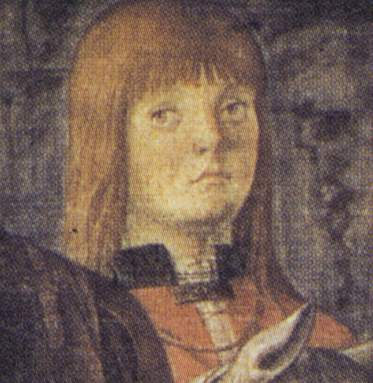
Ermes Bentivoglio.

Ermes Bentivoglio (Bologna, 1476 – 7 ottobre 1513) fu un nobile bolognese.

## Biografia

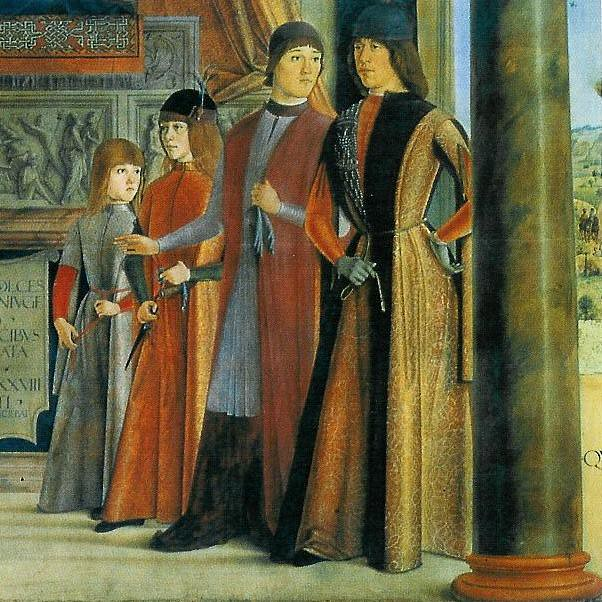
Figli di Giovanni II Bentivoglio nella Pala Bentivoglio.

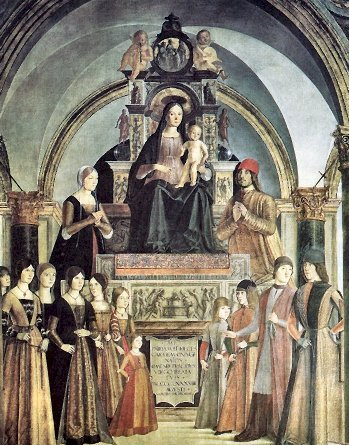
Famiglia Bentivoglio, di Lorenzo Costa.

Era figlio di Giovanni II Bentivoglio, Gonfaloniere di Bologna, e di Ginevra Sforza, figlia del signore di Pesaro Alessandro Sforza.
Nel 1492 venne nominato cavaliere da Ercole d'Este ed entrò al servizio del duca di Ferrara. Nel 1498 col padre e i fratelli venne nominato anche conte palatino dall'imperatore Massimiliano I.
Come condottiero di ventura, si trovò spesso accanto al fratello maggiore Annibale coinvolto in alcuni episodi bellici che interessarono la penisola italica del tempo.
Su ordine della madre Ginevra nel 1501 fece uccidere alcuni componenti dei Marescotti, famiglia rivale dei Bentivoglio e organizzatrice di un complotto volto a consegnarli a Cesare Borgia.
Sposò il 3 ottobre del 1504 Iacopa Orsini, figlia di Giulio Orsini; le nozze, già ritenute poco vantaggiose politicamente e finanziariamente, furono funestate dalla notizia della morte della di lui sorella, Francesca.
Nel 1506 il papa Giulio II ordinò ai Bentivoglio di lasciare Bologna. Ermes e il fratello Annibale si rifugiarono prima a Ferrara e poi a Mantova. Il papa pose sulla testa dei fratelli una taglia per la loro cattura. I due Bentivoglio cercarono infatti più volte di riconquistare la loro città natale riuscendoci alla fine grazie all'aiuto dei francesi nel 1511: Annibale divenne nuovo signore di Bologna. L'anno dopo però i francesi si ritirarono e la popolazione insorse a favore del papa: i Bentivoglio dovettero di nuovo e definitivamente lasciare Bologna.
Venne ucciso nel 1513 da Prospero Colonna nella battaglia di Olmo, vicino a Venezia. Altre fonti riportano invece che morì affogato nel Bacchiglione durante la ritirata in seguito alla battaglia di Creazzo contro gli spagnoli.

## Discendenza
Dalla moglie Iacopa Orsini ebbe tre figli:
- Costanza (c. 1505 - 17 settembre 1563), moglie di Giovanni Battista Savelli, signore di Palombara (-1551);
- Giovanni, uomo d'arme a servizio dell'Impero; nel 1530 tentò senza successo di riconquistare Bologna e fu esule a Milano, dove morì dopo il 1536; nell'aprile 1524[5] sposò Lavinia figlia di Muzio Colonna, ed ebbe un figlio:
  - Ermes (1527 - 1583), conte di Covo (fino al 1564) e Antegnate, Patrizio Veneto dal 27 aprile 1562[6]. Sposò Erminia (... - 11 agosto 1570[7]), figlia del nobile romano Vincenzo Leni, ed ebbero due figli:
    - Giovanni (... - 1633), sposò nel 1574 Eleonora, figlia di Giberto II Pio, signore di Sassuolo, ma non ebbe eredi[8].
    - Porzia (... - 2 agosto 1606), sposò in prime nozze Gianfrancesco Boschetti, Patrizio di Modena, e in seconde nozze nel 1584 Onofrio Bevilacqua, conte di Maccastorna (1539-1598)[9];
- Ermes (-dopo il 1549), naturalizzato cittadino di Brescia; sposò nel luglio 1542[10] Domitilla, figlia di Paolo Camillo Trivulzio, I duca di Boiano e di Barbara Stanga.

## Ascendenza
|                         |                        |                                 | Genitori            |  |  | Nonni |  |  | Bisnonni                   |  |  | Trisnonni              |  |
|                         |                        |                                 |                     |  |  |       |  |  | Anton Galeazzo Bentivoglio |  |  | Giovanni I Bentivoglio |  |
|                         |                        |                                 |                     |  |  |       |  |  | Anton Galeazzo Bentivoglio |  |  | Giovanni I Bentivoglio |  |
|                         |                        | Elisabetta da Castel San Pietro |                     |  |  |       |  |  | Anton Galeazzo Bentivoglio |  |  |                        |  |
| Annibale I Bentivoglio  |                        |                                 |                     |  |  |       |  |  | Anton Galeazzo Bentivoglio |  |  |                        |  |
|                         |                        | Francesca Gozzadini             | Gozzadino Gozzadini |  |  |       |  |  |                            |  |  |                        |  |
|                         |                        | Francesca Gozzadini             | Gozzadino Gozzadini |  |  |       |  |  |                            |  |  |                        |  |
|                         |                        | Francesca Gozzadini             | Costanza Scappi     |  |  |       |  |  |                            |  |  |                        |  |
| Giovanni II Bentivoglio |                        | Francesca Gozzadini             |                     |  |  |       |  |  |                            |  |  |                        |  |
|                         |                        | Lancillotto Visconti            | Bernabò Visconti    |  |  |       |  |  |                            |  |  |                        |  |
|                         |                        | Lancillotto Visconti            | Bernabò Visconti    |  |  |       |  |  |                            |  |  |                        |  |
|                         |                        | Lancillotto Visconti            | Donnina Porro       |  |  |       |  |  |                            |  |  |                        |  |
| Donnina Visconti        |                        | Lancillotto Visconti            |                     |  |  |       |  |  |                            |  |  |                        |  |
|                         |                        | …                               | …                   |  |  |       |  |  |                            |  |  |                        |  |
|                         |                        | …                               | …                   |  |  |       |  |  |                            |  |  |                        |  |
|                         |                        | …                               | …                   |  |  |       |  |  |                            |  |  |                        |  |
| Ermes Bentivoglio       |                        | …                               |                     |  |  |       |  |  |                            |  |  |                        |  |
|                         | Muzio Attendolo Sforza | Giovanni Attendolo              |                     |  |  |       |  |  |                            |  |  |                        |  |
|                         | Muzio Attendolo Sforza | Giovanni Attendolo              |                     |  |  |       |  |  |                            |  |  |                        |  |
|                         | Muzio Attendolo Sforza | Elisa Petraccini                |                     |  |  |       |  |  |                            |  |  |                        |  |
| Alessandro Sforza       | Muzio Attendolo Sforza |                                 |                     |  |  |       |  |  |                            |  |  |                        |  |
|                         |                        | Lucia Terzani                   | …                   |  |  |       |  |  |                            |  |  |                        |  |
|                         |                        | Lucia Terzani                   | …                   |  |  |       |  |  |                            |  |  |                        |  |
|                         |                        | Lucia Terzani                   | …                   |  |  |       |  |  |                            |  |  |                        |  |
| Ginevra Sforza          |                        | Lucia Terzani                   |                     |  |  |       |  |  |                            |  |  |                        |  |
|                         |                        | …                               | …                   |  |  |       |  |  |                            |  |  |                        |  |
|                         |                        | …                               | …                   |  |  |       |  |  |                            |  |  |                        |  |
|                         |                        | …                               | …                   |  |  |       |  |  |                            |  |  |                        |  |
| …                       |                        | …                               |                     |  |  |       |  |  |                            |  |  |                        |  |
|                         |                        | …                               | …                   |  |  |       |  |  |                            |  |  |                        |  |
|                         |                        | …                               | …                   |  |  |       |  |  |                            |  |  |                        |  |
|                         |                        | …                               | …                   |  |  |       |  |  |                            |  |  |                        |  |
|                         |                        | …                               |                     |  |  |       |  |  |                            |  |  |                        |  |